# Lindhardt (Naunhof)

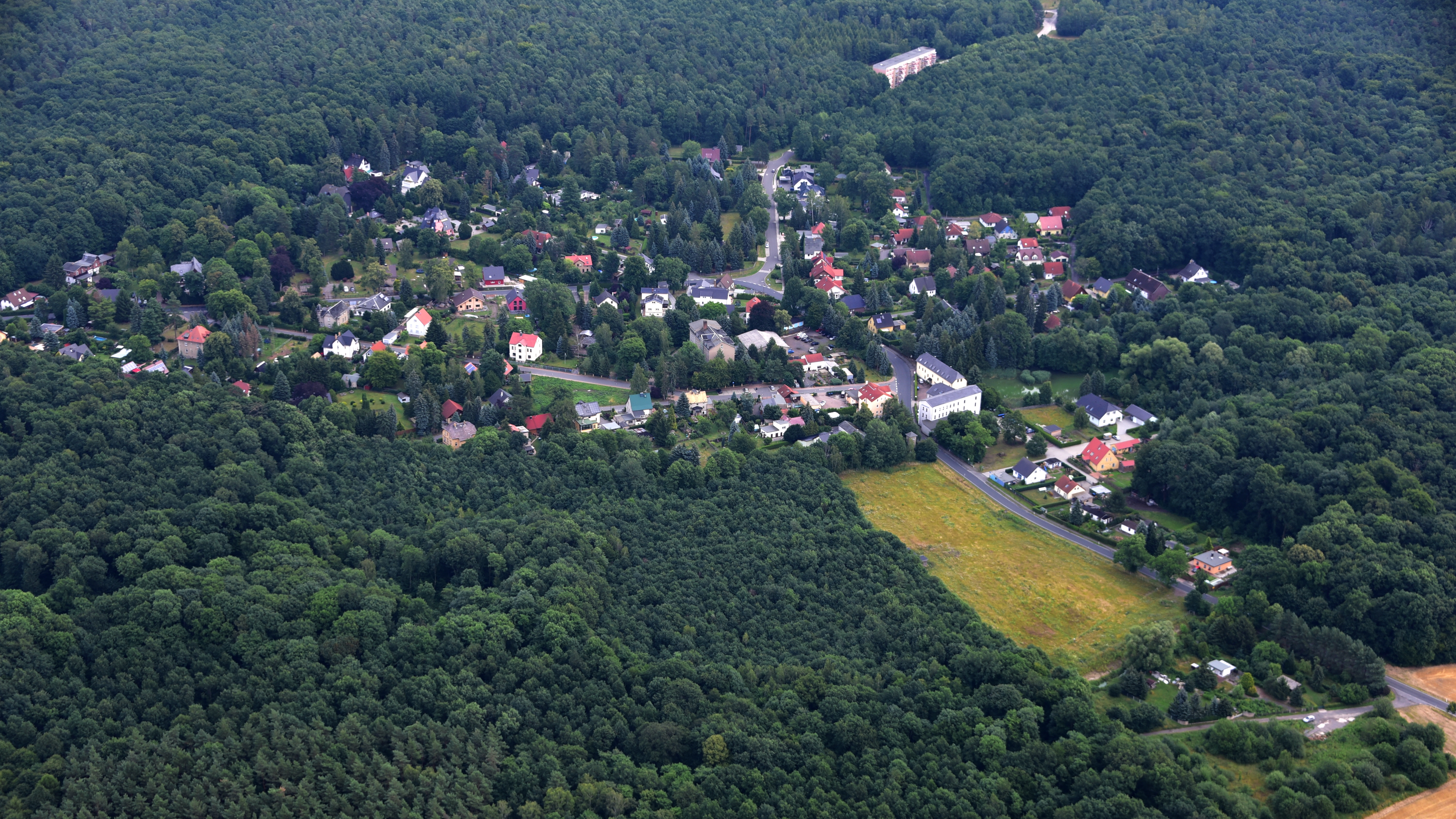
Lindhardt (Naunhof), Luftaufnahme (2017)

Lindhardt ist ein Ortsteil der sächsischen Stadt Naunhof im Landkreis Leipzig.

## Geografie

### Lage
Lindhardt liegt etwa 18 Kilometer südöstlich der sächsischen Großstadt Leipzig in der Leipziger Tieflandsbucht. Durch Lindhardt fließt von Süd nach Nord der Fluss Parthe, welcher nördlich des Ortes den Gladegraben aufnimmt. Durch den Ort führt die Kreisstraße 8360, über welche Anschluss nach Naunhof und Köhra besteht.

### Nachbarorte
| Fuchshain | Naunhof                                     | Klinga        |
| Fuchshain | Kompassrose, die auf Nachbargemeinden zeigt | Großsteinberg |
| Köhra     |                                             | Pomßen        |

## Geschichte
Die erste urkundliche Erwähnung datiert von 1372 in Verbindung mit dem Marktzolltarif für Grimma. Man schreibt den Ortsnamen Lindenhart. 1478 wird das Gutsvorwerk und 1495 eine Wassermühle erstmals erwähnt. 1517 wird erstmals eine kleine Kirche erwähnt, die bereits 1630 wieder abgebrochen worden sein soll.

Infolge des Dreißigjährigen Kriegs lag das Dorf bis 1680 wüst. August Schumann nennt 1818 im Staats-, Post- und Zeitungslexikon von Sachsen Lindhardt betreffend u. a.: 

„[…] ein Vorwerk in dem Königr. Sachsen, […] Es gehört schrifts. zum Rittergut Belgershain, bestehet neben dem Vorwerk aus einer Wassermühle von 2 Gängen und enthält 18 Einwohner. Das Vorwerk hält 12 Kühe und ist nach Köhra eingepfarrt.“

Mit der Anbindung von Naunhof an die Bahnstrecke Borsdorf–Coswig begann die Entwicklung Lindhardts zum Erholungsort. 1875 bis 1905 ließen Leipziger Unternehmer zwölf Sommervillen errichten, in denen Zimmer zur Sommerfrische angeboten wurden. 1892/1893 wurde ein Kurhaus errichtet, zwei Jahre darauf eine Obstweinschenke eröffnet.

Weiterhin heißt es im Werk Neue Sächsische Kirchengalerie von 1911 den Ort betreffend u. a.: 

„Lindhardt hatte früher eine Kirche; sie soll im dreißigjährigen Kriege zerstört und ihre Steine u. dergl. zum Bau der Kirche in Belgershain verwendet worden sein. – Im Jahre 1580 war das Iventarium der Kirche „zur Lindenhart“ folgendes: 

„2 Glocklein, etwa klein; 1 Handqvele: das andere ist weggenommen worden! […]“

 Außer den herrschaftlichen Wirtschaftsgebäuden waren hier um 1840 eine Wassermühle und sieben Drescherhäuser, mit insgesamt etwa 60 Personen. Jetzt ist der vom Wald rings umgebene Ort beliebter Ausflugsort der Leipziger; […] Ein Arzt ist im Orte; ein großes Kurhaus gewährt vielen Erholungsbedürftigen Aufnahme.“

1936 wurde Lindhardt nach Naunhof eingemeindet. Infolge der Bodenreform nach dem Ende des Zweiten Weltkriegs gab es 1945 3 Neubauern im Ort. 1967 begann der Bau militärischer Objekte östlich des Ortes, die 1970 von der NVA bezogen und bis 1990 von ihr genutzt wurden. Ein Großteil des Objektes diente dabei der Unterbringung bzw. Lagerung von Mobilmachungstechnik. 1990 übernahm die Bundeswehr die Objekte, 1994 erhielt die Dienststelle die Bezeichnung „Gneisenau-Kaserne“.

## Töchter und Sohne Lindhardts
- Franz Gaudeck (1889–1946), Kunsterzieher, Maler und Grafiker

## Entwicklung der Einwohnerzahl
| Jahr | Einwohnerzahl                   |
| ---- | ------------------------------- |
| 1551 | 5 besessene Mann, 1 Hausgenosse |
| 1834 | 58                              |
| 1871 | 62                              |

| Jahr | Einwohnerzahl |
| ---- | ------------- |
| 1890 | 56            |
| 1910 | 85            |
| 1925 | 166           |